# Hedwig-Alice Lotter-Schmidt
Hedwig-Alice Lotter-Schmidt (* 23. Februar 1876 in Galați, Rumänien; † 23. Mai 1955 in Bern) war eine Schweizer Journalistin und Schriftstellerin.

## Leben und Werk
Hedwig-Alice Schmidt wurde als Tochter eines Kaufmanns in Galatz (deutscher Name für Galați) geboren und wuchs ab 1880 in Aarau auf. Ihr Vater hieß Schmidt, ihre Mutter hieß vor der Ehe Correvon. Nach ihrer Schulzeit studierte sie an der Universität Neuenburg und heiratete in jungen Jahren den Chemiker Moritz Lotter, der in Mailand einen Direktorenposten innehatte und später ein eigenes Geschäft in Zürich gründete. Als dieser verstarb, wurde Hedwig-Alice Lotter-Schmidt mit 27 Jahren Witwe und musste, da ihre Eltern auch schon früh verstarben, für ihre zwei Söhne und ihre Tochter alleine sorgen.
Nachdem Hedwig-Alice Lotter-Schmidt eine Zeitlang bei der Zürcher Kreditanstalt gearbeitet hatte, übersiedelte sie mit ihren Kindern nach Bern und begann als eine der ersten Journalistinnen der Schweiz zu arbeiten.
Hedwig Correvon schrieb unter Pseudonym Zeitungsartikel über die Berner Altstadt und das zeitgenössische Lokalgeschehen. Im Bereich der Tagesreportage lagen ihr dank ihrem sozialen Interesse vor allem die Berichterstattung aus dem Gerichtssaal am Herzen. Die Artikel erschienen im Der Bund, im Berner Tagblatt und im Emmentaler Blatt. In Bern wurde sie zur ersten kantonalbernischen Gewerbeinspektorin gewählt und amtete während des Zweiten Weltkrieges als Lektorin der Bundesanwaltschaft.
Während und nach den beiden Weltkriegen organisierte Hedwig Lotter-Schmidt Hilfe für Flüchtlinge und displaced persons und erhielt dafür den Orden des Ungarischen Roten Kreuzes. Nach dem Ersten Weltkrieg veröffentlichte sie ihre Reiseschilderung Im boykottierten Ungarn (1920). Diese veröffentlichte sie unter dem Mädchennamen ihrer Mutter, Correvon.
Zudem schrieb sie das von Hans Eggimann illustrierte Buch Gespenstergeschichten aus Bern (1920), Buch der Hauswirtschaft (1934), Leben und Wirken der Frauen in der Schweiz (1944) und übersetzte das Buch Ein Schweizer in der Fremdenlegion von Léon Randin.

## Schriften (Auswahl)
- Hedwig Correvon: Im boykottierten Ungarn : Erlebnisse einer Schweizerin. Bern : Union-Verlag, 1920
- Hedwig Correvon: Gespenstergeschichten aus Bern. Langnau : Emmentaler Druck, 1920
- Hedwig Lotter: Buch der Hauswirtschaft. Wädenswil: J. Villiger, 1934
- Hedwig Lotter: Leben und Wirken der Frauen in der Schweiz. Zürich : Heimatliteratur, 1944